# Anne Øland
Anne Stampe Øland (født 16. januar 1949 i Assens, død 12. september 2015) var en dansk pianist, der blandt andet var kendt for at arbejde med Beethovens klaversonater.

## Uddannelse
Anne Øland var elev af Herman D. Koppel og debuterede fra Det Kgl. Danske Musikkonservatorium i 1977.
Efterfølgende studerede hun hos Guido Agosti i Rom, Hans Leygraf i Salzburg og Nikita Magaloff i Genève.

## Priser og legater
I 1978 vandt Anne Øland første pris ved Nordisk Konkurrence for unge pianister, og hun havde i 1981 debut i Wigmore Hall i London.
Efter debutkoncerten modtog hun Musikanmelderringens Kunstnerpris, og hun har fået tildelt adskillige andre kunstnerpriser, deriblandt Jacob Gades Legat 1976, stipendier fra Léonie Sonnings Musikstipendium, Tagea Brandts Rejselegat 1986, Victor Schiølers Mindelegat, Walter Schrøders Legat 1988, Carl Nielsen og Anne Marie Carl-Nielsens Legats Hæderspris 1995 og i 1998 Carl Nielsen Selskabets Hæderspris. 11. april 1997 blev hun Ridder af Dannebrog.

## Karriere
I 1980 blev hun docent ved Det Kgl. Danske Musikkonservatorium, og hun har siden da uddannet en række af landets mest talentfulde unge pianister og instrueret flere af vore førende unge kammerensembler.[kilde mangler]
I 2003 forlod Anne Øland med omgående virkning Det Kgl. Danske Musikkonservatorium.
Fra august 2004 blev Anne Øland tilknyttet Det Jyske Musikkonservatorium, hvor hun i 2007 blev udnævnt til professor.
Hun afholdt regelmæssigt masterclass både i Danmark og i udlandet.

### Indspilninger og koncerter
Anne Øland lavede den første samlede danske CD-indspilning af Beethovens 32 klaversonater – en hovedhjørnesten[kilde mangler] i klaverrepertoiret. Dette fejredes i Tivolis Koncertsal sommeren 2002 med en opførelse af samtlige sonater over 7 aftener.
 
Anne Øland havde en omfattende koncertvirksomhed både som solist og som kammermusiker. Hun spillede koncerteret i Skandinavien, Island, Tyskland, Frankrig, England, Italien, Rusland, USA og Japan.
Anne Øland indspillede Carl Nielsens samlede værker for klaver.